# Somua
Somua,  akronym för  Societe d'Outillage Mecanique et d'Usinage Artillerie, fransk lastbilstillverkare och rustningsindustri
Somua skapades 1914 då flera firmor slogs samman. Man tillverkade militärfordon och lastbilar för den civila marknaden. 1955 uppgick man i den franska lastbillstillverkaren Saviem som senare blev Renault Trucks.
Somua tillverkade stridsvagnen Somua S-35.